# 聯合國秘書長發言人辦公室
聯合國秘書長發言人辦公室是聯合國一個負責向新聞媒體發放聯合國相關資訊的部門。

## 角色
秘書長發言人辦公室主要負責代表聯合國秘書長、聯合國常務副秘書長及其他聯合國高層人員處理媒體關係及與媒體相關的行程和活動，以及向媒體解釋聯合國的政策。

## 人員
- 秘書長發言人：斯特凡·杜加里克[2]
- 秘書長副發言人：法爾漢·哈克（英语：Farhan Haq）[3]
- 秘書長助理發言人：夏洛特·拉爾比松[4]、金子繪里[5]、馬蒂亞斯·吉爾曼[4]、弗洛倫西亞·索托·尼諾[4]

## 爭議
2012年，聯合國官方推特帳號發表了一則帖文，暗示時任聯合國秘書長潘基文支持以一國方案解決以巴衝突。該則帖文其後被發現是由時任秘書長發言人南希·格羅夫斯（Nancy Groves）發出，格羅夫斯隨後將其歸結為一個「可怕的打字錯誤（terrible typo）」。
另外，據路透社表示，聯合國秘書長發言人一職被認為是一項「夢想職業」，但實際上需要考慮所有192個成員國的關注點，且要「競逐聯合國秘書長的注意」。

## 外部連結
- 官方网站